# Curtil-Vergy
Curtil-Vergy é uma comuna francesa na região administrativa da Borgonha-Franco-Condado, no departamento de Côte-d'Or. Estende-se por uma área de 2,69 km². Em 2010 a comuna tinha 138 habitantes (densidade: 51,3 hab./km²).